# Dragocennye zёrna
Dragocennye zёrna (Драгоценные зёрна) è un film del 1948 diretto da Iosif Efimovič Chejfic e Aleksandr Grigor'evič Zarchi.